# Президентские выборы в Бразилии (1894)
Президентские выборы в Бразилии 1894 года состоялись 1 марта 1894 года. Это были первые всеобщие и демократические выборы президента в стране. Победу на них одержал кандидат от Республиканской партии штата Сан-Паулу Пруденти ди Морайс, набравший 80,1 % голосов.

## Результаты
| Кандидат                     | Партия                                    | Голоса  | %    |
| ---------------------------- | ----------------------------------------- | ------- | ---- |
| Пруденти ди Морайс           | Республиканская партия штата Сан-Паулу    | 276 583 | 80,1 |
| Афонсу Пена                  | Республиканская партия штата Минас-Жерайс | 38 291  | 11,1 |
| Сезариу Алвин                | Республиканская партия штата Минас-Жерайс | 3719    | 1,1  |
| Руй Барбоза                  | Республиканская партия штата Баия         | 3718    | 1,1  |
| Жозе Луис ли Алмейда Коту    |                                           | 3437    | 1,0  |
| Лауру Содре                  | Республиканская партия штата Парана       | 1983    | 0,6  |
| Прочие кандидаты             | Прочие кандидаты                          | 17 366  | 5,0  |
| Испорченные/пустые бюллетени | Испорченные/пустые бюллетени              |         | -    |
| Всего                        | Всего                                     | 345 097 | 100  |